# Brunaktig havsmus
Brunaktig havsmus (Hydrolagus colliei) är en broskfiskart som först beskrevs av Lay och Bennett 1839.  Brunaktig ingår i släktet Hydrolagus och familjen havsmusfiskar. IUCN kategoriserar arten globalt som livskraftig. Inga underarter finns listade i Catalogue of Life.
Arten förekommer i Stilla havet väster om Nord- och Centralamerika från Alaska till Costa Rica. I Nordamerika hittas det största beståndet i gränsområdet Kanada/USA. Enligt olika dokumentationer bildar hannar och honor egna stim utanför parningstiden.
Fortplantningstiden sträcker sig från senvåren till hösten. Under tiden lägger honan flera gånger två ägg per tillfälle. Så utvecklas varje år 20 till 29 ägg. I havet väster om USA blir honor upp till 63 cm långa och de största hannarna är 50 cm långa. I obekräftade berättelser nämns upp till 97 cm långa exemplar.

## Bildgalleri

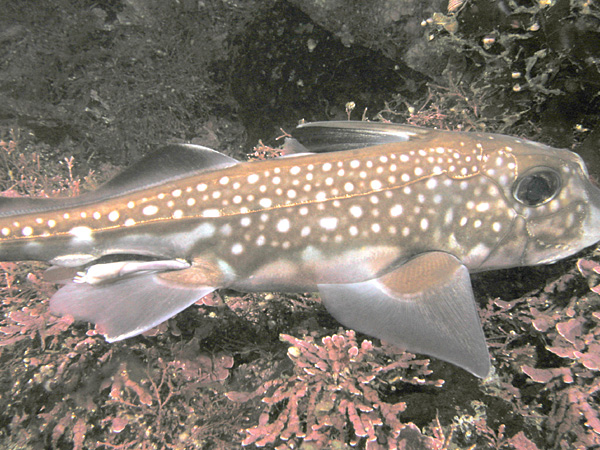
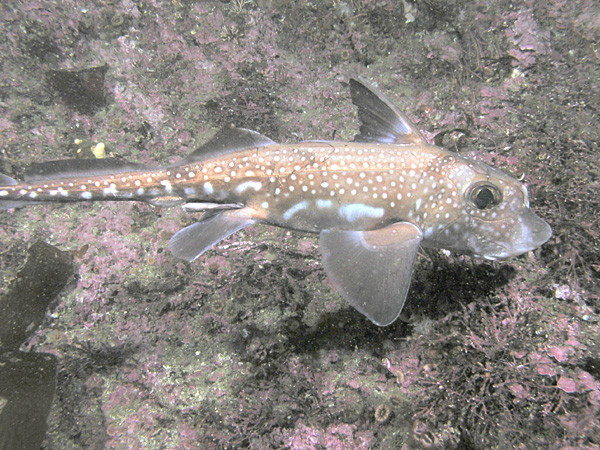
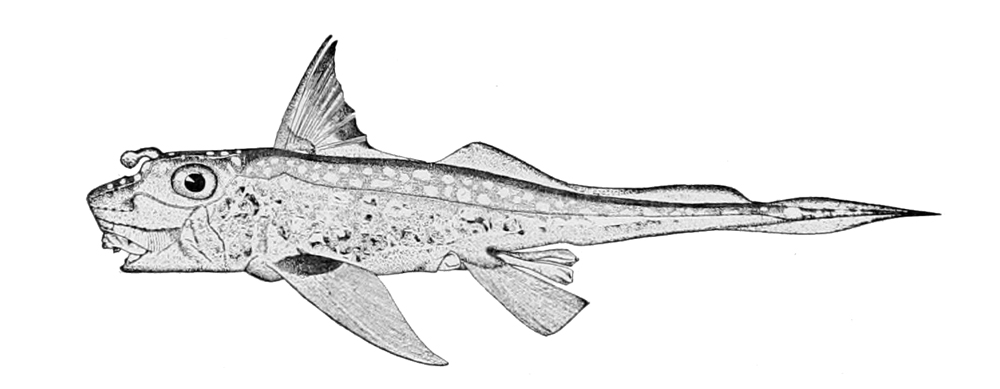